# Лагопезоле (Потенца)
Лагопезоле (итал. Lagopesole) је насеље у Италији у округу Потенца, региону Базиликата.
Према процени из 2011. у насељу је живело 721 становника. Насеље се налази на надморској висини од 769 м.